# アスチルビン
アスチルビン(Astilbin)は、フラバノノールの一つである。アスチルビンは(2R-trans)型異性体、ネオイソアスチルビンは(2S-cis)型異性体、イソアスチルビンは(2R-cis)型異性体である。

## 天然の存在
アスチルビンは、セイヨウオトギリ、Dimorphandra mollis、Harungana madagascariensisの葉、Astilbe thunbergiiの根茎、Astilbe odontophyllaの根、ドブクリョウの根茎、Hymenaea martianaの樹皮 で見られる。

### 食品
Engelhardia roxburghianaから作られる黄杞茶から単離される。特定の種類のワインにも含まれる。

## 利用
ヤガ科のAnticarsia gemmatalisとSpodoptera frugiperdaに対する殺虫剤として作用する。また、in vitroでの抗菌活性及び火傷治癒の活性を示す。中国医学で用いられる。

## 関連化合物
3'-O-メチルアスチルビンは、接触皮膚炎に対する免疫抑制活性を示す。